# Данилова, Мария Ивановна
Мари́я Ива́новна Дани́лова (настоящая фамилия Перфильева; 1793, Петербург — 20.01.1810, Петербург) — русская балерина. В её честь назван кратер на Венере.

## Биография
Мария Данилова в 1801 году поступила в Петербургское театральное училище; её педагогоми были Ш. Дидло и E. И. Колосова.
Ещё будучи ученицей, вышла на профессиональную сцену, приняв участие исполнением небольших партий в балетах Дидло — «Аполлон и Дафна» (1802), «Зефир и Флора» (1804). По окончании учёбы успешно дебютировала в постановке «Любовь Венеры и Адониса, или Мщение Марса» незадолго до этого прибывшего в Россию танцора и балетмейстера Луи Дюпора и в конце 1809 года была зачислена солисткой в императорскую балетную труппу.
В 1808 году в Петербургскую балетную труппу был принят новый танцор — Люи Дюпор, бежавший из Франции как политический эмигрант. Это был выдающийся балетный деятель, сразу же потрясший взыскательную петербургскую публику. Критика писала, что он «отличался поразительной лёгкостью и эластичностью движений: в три прыжка он перелетал всю сцену Большого театра». Дюпор и Данилова были партнёрами во многих постановках, но их отношения не ограничились лишь балетным партнёрством, а переросли и в личные. В собственных постановках Луи Дюпор главные женские партии всегда отводил М. Даниловой.
8 января 1809 года в Эрмитажном театре впервые прошёл балет «Амур и Психея» (Psyche et l’Amour), композитор К. А. Кавос, балетмейстер Ш. Дидло, где в главных партиях блистали Марья Данилова и Луи Дюпор. Эта роль стала судьбоносной для молодой балерины. Балет был тут же перенесён на сцену Большого Каменного театра и показан зрителям. Критика отметила выступление танцовщицы восторженными отзывами:

«Все в восторге, выше этого никто и ничего ещё не создавал... Прекрасные, благородные черты лица, стройность стана, волны светло-русых волос, голубые глаза, нежные и вместе с тем пламенные, необыкновенная грациозность движений, маленькая ножка — делали её красавицей в полном смысле, а воздушная легкость танцев олицетворяла в ней, как нельзя лучше, эфирную жрицу Терпсихоры. Данилова участвовала в спектаклях почти каждый день, и чудные поэтические создания Дидло представляли обширное поле, где необыкновенный талант её мог развиваться в различных видах… Роль Психеи, казалось, была создана нарочно для неё, и она выполнила её с тем совершенством, которое принадлежит только талантам гениальным».
 Восторженная критика назвала юную Марью Данилову «русской Тальони». Талант и очарование Даниловой отметили также известные литераторы, посвятив ей поэтические строки своих произведений — Н. Карамзин, Н. Гнедич, К. Н. Батюшков, А. Измайлов.
Но этот же балет, вознесший балерину к славе, стал причиной её ранней кончины. По ходу действия специальные устройства поднимали балерину вверх за прикрепленный трос, а затем резко опускали вниз, создавая впечатление падения. Но однажды техника дала сбой. Данилова уже была в воздухе, когда почувствовала сильный толчок. Её тут же опустили вниз. Но произошедший удар дал себя знать незамедлительно — в тот же день у неё пошла кровь горлом, открылась чахотка. Болезнь примы балета вызвала всеобщую тревогу, император Александр Павлович лично прислал ей своего врача. Несмотря на развивающуюся чахотку, Данилова продолжала выступать, исполнив за короткое время свыше шестидесяти главных партий на сценах петербургских театров, что истощило уже надломленный организм. В возрасте 17 лет она скончалась.
Злые языки обвиняли в её ранней смерти неверного французского танцора. Но достоверно известно, что юная балерина умерла от туберкулёза.
Поэт К. Н. Батюшков посвятил её памяти строки:

СТИХИ НА СМЕРТЬ ДАНИЛОВОЙ,
ТАНЦОВЩИЦЫ С.-ПЕТЕРБУРГСКОГО ИМПЕРАТОРСКОГО ТЕАТРА
Вторую Душеньку или ещё прекрасней,
Ещё, ещё опасней,
Меж Терпсихориных любимиц усмотрев,
Венера не могла сокрыть жестокий гнев:
С мольбою к паркам приступила
И нас Даниловой лишила.
Некоторое время партию Психеи в партнёрстве с Л. Дюпором исполняла Ж. Сен-Клер, но уже через месяц балет был снят с репертуара.

## Репертуар (основные партии)
- 1808 — «Любовь Венеры и Адониса, или Мщение Марса», постановка Л. Дюпора — Венера (дебют)
- 1808 — «Севильский цирюльник», постановка Л. Дюпора — Розина
- 1808 — «Зефир и Флора», музыка Кавоса, балетмейстер К. Дидло — Флора (Эрмитажный театр, в партии Зефира — Луи Дюпор)[9]
- 1809 — «Суд Париса», постановка Л. Дюпора — Энона
- 1809 — «Пигмалион», постановка Л. Дюпора — Галатея
- 1809 — «Амур и Психея», постановка Ш. Дидло — Психея